# Humoreske
Die Humoreske ist in der Literatur die Gattungsbezeichnung einer humoristischen Erzählung oder Kurzgeschichte und in der Musik die Bezeichnung für ein kurzes, heiteres, lustiges oder komisches Instrumentalstück. 

## Die Humoreske in der Literatur
Der Begriff der Humoreske entstand im 1. Jahrzehnt des 19. Jahrhunderts und wurde analog zu den Begriffen Groteske, Burleske und Arabeske gebildet. Die Humoreske war anfangs eine kurze, heitere, harmlose, liebenswürdige, versöhnliche und humoristische Geschichte, die oft Begebenheiten aus dem bürgerlichen und etablierten Alltag aufgriff, und daher in bürgerlichen Verhältnissen spielt. Seit den 1820er Jahren werden auch humoristische und zunehmend satirische Romane (humoreske Romane) als Humoresken bezeichnet. 
Klassische Vertreter des humoresken Romans sind Jean Paul, Adolf Stern, Henry Fielding, und Charles Dickens.

## Die Humoreske in der Musik
Joseph Küffner führte 1837 den Begriff mit seiner Humoreske D-Dur op. 276, einer Walzerfolge mit Introduction und Finale, erstmals in die Musik ein.
Robert Schumanns Humoreske op. 20 von 1839 zeigte dagegen in Anlehnung an Jean Paul einen direkten Bezug zur Literatur. Schumann konnte sich unter der Bezeichnung des Humoristischen kompositorische Freiheiten gestatten und sein Werk von überkommenen Formregeln befreien. 
Als weitere Haupteigenschaften der Gattung Humoreske gelten neben der Kürze und dem heiteren Charakter des Tonstücks dessen Tiefsinn und Kontrastreichtum. Die Humoreske wurde besonders in der Musik des 19. Jahrhunderts gepflegt und meist für Klavier komponiert. Vorformen der Humoreske sind das Scherzino und die Burleske.
Der Begriff wurde von weiteren Komponisten übernommen, beispielsweise:
- Antonín Dvořák, Humoresken Op. 101
- Edvard Grieg, Humoresken, Op. 6
- Engelbert Humperdinck, Humoreske E-dur für Orchester
- Georg Schumann, u. a. Humoreske in Variationsform, Gestern Abend war Vetter Michel hier Op. 74 (Orchester-Humoreske)